# Шагір Бельгазуані
Шагі́р Бельгазуані́ (фр. Chahir Belghazouani, 8 жовтня 1986, Порто-Веккіо) — французький футболіст, півзахисник «Аяччо», та Збірної Марокко. Має громадянство Марокко та Франції.
Футбольний клуб «Динамо» та півзахисник Шагір Бельгазуані домовилися про дострокове розірвання контракту. Футболістові надано статус «вільного агента». Новим клубом Бельгазуані став французький «Аяччо»..